# Englische Frauen-Cricket-Nationalmannschaft in Südafrika in der Saison 2015/16
Die Tour der englischen Frauen-Cricket-Nationalmannschaft nach Südafrika in der Saison 2015/16 fand vom 7. bis zum 21. Februar 2016 statt. Die internationale Cricket-Tour war Bestandteil der Internationalen Cricket-Saison 2015/16 und umfasste drei WODIs und drei WTwenty20s. England gewann die WODI-Serie und die WTwenty20-Serie jeweils mit 2–1.

## Vorgeschichte
Für beide Mannschaften war es die erste Tour der Saison. Das letzte Aufeinandertreffen der beiden Mannschaften bei einer Tour fand in der Saison 2014 in England statt.

## Stadien
Die folgenden Stadien wurden für die Tour als Austragungsort vorgesehen.
| Stadion                 | Stadt        | Kapazität | Spiele           |
| ----------------------- | ------------ | --------- | ---------------- |
| Willowmoore Park        | Benoni       | 20.000    | 1. WODI          |
| Centurion Park          | Centurion    | 22.000    | 2. WODI          |
| Wanderers Stadium       | Johannesburg | 34.000    | 3. WODI; 3. WT20 |
| Newlands Cricket Ground | Kapstadt     | 25.000    | 2. WT20          |
| Boland Park             | Paarl        | 10.000    | 1. WT20          |

## Kaderlisten
Südafrika benannte seine Kader am 2. Februar 2016.
| WODI | WODI | WTwenty20 | WTwenty20 |
| Südafrika | England | Südafrika | England |
| --- | --- | --- | --- |
| - Mignon du Preez (K) - Trisha Chetty (wk) - Laura Wolvaardt - Andrie Steyn - Marizanne Kapp - Dane van Niekerk - Lizelle Lee - Dinesha Devnarain - Chloe Tryon - Suné Luus - Shabnim Ismail - Masabata Klaas - Ayabonga Khaka - Marcia Letsoalo - Sinalo Jafta | - Charlotte Edwards (K) - Katherine Brunt - Kate Cross - Georgia Elwiss - Lydia Greenway - Rebecca Grundy - Jenny Gunn - Danielle Hazell - Amy Jones (wk) - Heather Knight - Natalie Sciver - Anya Shrubsole - Sarah Taylor (wk) - Lauren Winfield - Danni Wyatt | - Mignon du Preez (K) - Trisha Chetty (wk) - Lara Goodall - Moseline Daniels - Marizanne Kapp - Dane van Niekerk - Lizelle Lee - Dinesha Devnarain - Chloe Tryon - Suné Luus - Shabnim Ismail - Masabata Klaas - Ayabonga Khaka - Marcia Letsoalo - Yolani Fourie | - Charlotte Edwards (K) - Tammy Beaumont (wk) - Katherine Brunt - Georgia Elwiss - Lydia Greenway - Rebecca Grundy - Jenny Gunn - Danielle Hazell - Amy Jones (wk) - Heather Knight - Natalie Sciver - Anya Shrubsole - Sarah Taylor (wk) - Lauren Winfield - Danni Wyatt |

## Tour Matches
| 2. Februar Scorecard | Pretoria (LVO) | England 337-8 (50)           | – | SA Emerging Players 193 (49.1) |
|                      |                | England gewinnt mit 144 Runs |   |                                |

| 4. Februar Scorecard | Pretoria (MO) | SA Emerging Players 62 (28.2) | – | England 63-1 (10.1) |
|                      |               | England gewinnt mit 9 Wickets |   |                     |

## Women’s One-Day Internationals

### Erstes WODI in Benoni
| 7. Februar Scorecard | Benoni | Südafrika 196 (49.2)          | – | England 150-3 (28.3) |
|                      |        | England gewinnt mit 7 Wickets |   |                      |

Südafrika gewann den Münzwurf und entschied sich als Schlagmannschaft zu beginnen. Als Spielerin des Spiels wurde Anya Shrubsole ausgezeichnet.

### Zweites WODI in Centurion
| 12. Februar Scorecard | Centurion | England 262-9 (50)              | – | Südafrika 265-5 (48.5) |
|                       |           | Südafrika gewinnt mit 5 Wickets |   |                        |

England gewann den Münzwurf und entschied sich als Schlagmannschaft zu beginnen. Als Spielerin des Spiels wurde Lizelle Lee ausgezeichnet.

### Drittes WODI in Johannesburg
| 14. Februar Scorecard | Johannesburg | Südafrika 196-9 (50)          | – | England 198-5 (43.5) |
|                       |              | England gewinnt mit 5 Wickets |   |                      |

England gewann den Münzwurf und entschied sich als Feldmannschaft zu beginnen. Als Spielerin des Spiels wurde Heather Knight ausgezeichnet.

## Women’s Twenty20 Internationals

### Erstes WTwenty20 in Paarl
| 18. Februar Scorecard | Paarl | England 147-7 (20)          | – | Südafrika 132-6 (20) |
|                       |       | England gewinnt mit 15 Runs |   |                      |

Südafrika gewann den Münzwurf und entschied sich als Feldmannschaft zu beginnen. Als Spielerin des Spiels wurde Sarah Taylor ausgezeichnet.

### Zweites WTwenty20 in Kapstadt
| 19. Februar Scorecard | Kapstadt | England 156-6 (20)                         | – | Südafrika 145-3 (17.2/17.2) |
|                       |          | Südafrika gewinnt mit 17 Runs (D/L method) |   |                             |

Südafrika gewann den Münzwurf und entschied sich als Feldmannschaft zu beginnen. Als Spielerin des Spiels wurde Dane van Niekerk ausgezeichnet.

### Drittes WTwenty20 in Johannesburg
| 21. Februar Scorecard | Johannesburg | Südafrika 131-4 (20)          | – | England 133-6 (15.3) |
|                       |              | England gewinnt mit 4 Wickets |   |                      |

England gewann den Münzwurf und entschied sich als Feldmannschaft zu beginnen. Als Spielerin des Spiels wurde Sarah Taylor ausgezeichnet.

## Auszeichnungen

### Player of the Series
Als Player of the Series wurden der folgende Spieler ausgezeichnet.
| Serie | Player of the Series |
| ----- | -------------------- |
| WODI  | Heather Knight       |
| WT20  | Sarah Taylor         |

### Player of the Match
Als Player of the Match wurden die folgenden Spielerinnen ausgezeichnet.
| Spiel   | Player of the Match |
| ------- | ------------------- |
| 1. WODI | Anya Shrubsole      |
| 2. WODI | Lizelle Lee         |
| 3. WODI | Heather Knight      |
| 1. WT20 | Sarah Taylor        |
| 2. WT20 | Dane van Niekerk    |
| 3. WT20 | Sarah Taylor        |